# Furna de Santa Maria
A Furna de Santa Maria é uma gruta portuguesa localizada na freguesia do Porto Judeu, concelho de Angra do Heroísmo, ilha Terceira, arquipélago dos Açores.
Esta cavidade apresenta uma geomorfologia de origem vulcânica em forma de tubo de lava localizado em campo de lava. Esta estrutura geológica apresenta um comprimento de 320 m.